# انتخابات سراسری تایوان (۲۰۲۰)
انتخابات سراسری تایوان (چینی: 中華民國 第十五 屆 總統 、 副 總統 選舉) (انگلیسی: 2020 Taiwan general election) در یازدهم ژانویه ۲۰۲۰ برگزار شد. این پانزدهمین دوره انتخابات ریاست جمهوری و معاون ریاست جمهوری جمهوری خلق چین و هفتمین دوره رقابت‌های انتخاباتی ریاست جمهوری در تاریخ تایوان به‌شمار می‌رود. رئیس‌جمهور فعلی ،تسای اینگ-وناز حزب پیشروی دموکرات (DPP) در انتخابات پیروز شد، او با شکست دادن شهردار هان کو-یو از کومینتانگ، و نامزد سوم جیمز سوونگ برای بار دوم به پیروزی دست یافت.

## نظام انتخاباتی
کاندیداهای ریاست جمهوری و معاونان ریاست جمهوری در همین کمپین انتخاب می‌شوند، با استفاده از رأی دهی گذشته. این انتخابات هفتمین انتخابات رئیس‌جمهور و معاون رئیس‌جمهور خواهد بود، انتخابات ریاست جمهوری تا سال ۱۹۹۶ توسط مجمع عمومی مجلس نمایندگان به‌طور غیرمستقیم انتخاب می‌شدند.
۱۱۳ عضو قانونگذار پارلمان یوان توسط یک نظام انتخاباتی نخست‌نفری انتخاب می‌شوند که ۷۳ کرسی حوزه‌های انتخابی بر اساس جغرافیای (عمومی) از طریق نظام نخست نفری و ۳۴ نفر دیگر از فهرست نمایندگان متناسب (PR) و همچنین از طریق رای‌گیری احزاب ملی انتخاب می‌شوند.

## انتخابات ریاست‌جمهوری

### حزب پیشروی دموکرات
حزب پیشروی دموکرات (DPP)، همچنین به عنوان مین‌جین دانگ (MJD) شناخته می‌شود، یک حزب سیاسی لیبرال در تایوان و حزب حاکم در ائتلاف با حزب پان سبز است؛ چرا که در حال حاضر حزب حاکم اکثریت را در دست دارد و ریاست جمهوری و مجلس قانونگذاری یوان را بر عهده دارد.

### نامزدهای بالقوه
رئیس‌جمهور فعالی تسای اینگ-ون واجد شرایط است برای حضور در دوره بعدی ریاست جمهوری است.
| نام          | تولد                                                      | موقعیت پیشین یا فعلی                                 | رفرنس |
| ------------ | --------------------------------------------------------- | ---------------------------------------------------- | ----- |
| تسای اینگ-ون | تولد ۳۱ اوت، ۱۹۵۶(۶۲ ساله) تایپه، تایوان                  | رئیس‌جمهور فعلی تایوان رئیس پیشین حزب دموکراتیک پیشرو | [ ۱ ] |
| ویلیام لای   | تولد ۶ اکتبر ۱۹۵۹(۵۹ ساله) ناحیه وانی، تایپه جدید، تایوان | نخست‌وزیر فعلی تایوان پیشین شهردار تایوان             |       |

### کومینتانگ
حزب ملی مردم یا حزب مؤسس جمهوری در چین و حزب حاکم (تایوان) است. ایدئولوژی حاکم بر این حزب سه اصل خلق نام دارد که سون یات سن آن را تشویق می‌کرد. حزب کومینتانگ در سال ۱۹۱۳ و پس از سرنگونی امپراتوری دودمان چینگ در چین ایجاد شد و پس از فراز و نشیب‌هایی، از سال ۱۹۱۹ حکومت چین را در دست گرفت. رهبران کمونیست آینده مانند مائو تسه تونگ و چوان لای مناصب مهمی در مؤسسات دهقانی و نظامی کومینتانگ به عهده گرفتند.

### نامزدهای بالقوه
| نام          | تولد                                                      | شغل پیشین و کنونی                                        | رفرنس |
| ------------ | --------------------------------------------------------- | -------------------------------------------------------- | ----- |
| و دن یی      | تولد ۳۰ ژانویه ۱۹۴۸(سن ۷۰ساله) کاتون، نانتو، تایوان       | ریاست کومینتانگ نخست‌وزیر سابق و معاون رئیس‌جمهور تایوان   | [ ۲ ] |
| اریک چو      | تولد ۷ ژوئن ۱۹۶۱ (۵۷ سال) بید، تای وان، تایوان            | شهردار شهر تایپه انتخابات سراسری ۲۰۱۶ نامزد ریاست جمهوری |       |
| تری گو       | تولد ۸ اکتبر، ۱۹۵۰ (۶۸ ساله) بانکی‌او و، نیو تایپه، تایوان | بنیانگذار و رئیس فاکس کان                                | [ ۳ ] |
| چیانگ وان-ان | تولد ۲۶ دسامبر ۱۹۷۸(۳۹سال) تایپه، تایوان                  | عضو مجلس قانونگذاری یوان از ۲۰۱۶                         |       |